# Route nationale 854
Die Route nationale 854, kurz N 854 oder RN 854, war eine französische Nationalstraße, die bis 1973 von einer Kreuzung mit der Nationalstraße 94 in Savines-le-Lac zu einer Kreuzung mit der Nationalstraße 100 (heute D 900) bei Le Lauzet-Ubaye verlief. Sie wurde 1961 mit dem Bau der Staumauer, die den Lac de Serre-Ponçon bildet in Betrieb genommen. Ein Teil ihrer Trasse stammt von der N100.